# فريد فوستر (كرة سلة)
فريد فوستر (بالإنجليزية: Fred Foster)‏ مواليد 18 مارس 1946 في سبرينغفيلد - الوفاة 04 أكتوبر 1985، كان لاعب كرة سلة أمريكي. بدأ مسيرته الاحترافية في سنة 1968. تم اختياره من قبل فريق سكرامنتو كينغز خلال الدرافت. بلغ طوله 6 قدم 5 بوصة (2.0 م). اعتزل اللعب في 1977.

## المسيرة الاحترافية
لعب مع سكرامنتو كينغز من سنة 1968 إلى 1971، ثم لعب مع فيلادلفيا سفنتي سيكسرز من سنة 1970 إلى 1972، ثم لعب مع ديترويت بيستونز في موسم 1972–1973، ثم لعب مع كليفلاند كافالييرز من سنة 1973 إلى 1975، ثم لعب مع بوفالو بريفز في موسم 1976–1977.

## روابط خارجية
- فريد فوستر على موقع إن بي أي (الإنجليزية)
- فريد فوستر على موقع سبورتس رفرنس (الإنجليزية)
- فريد فوستر على موقع كلية كرة السلة في سبورتس رفرنس.كوم (الإنجليزية)
- فريد فوستر على موقع ريلجم (الإنجليزية)
- فريد فوستر على موقع بروبوليرز (الإنجليزية)